# Уварівська сільська рада (Ленінський район)
Ува́рівська сільська́ ра́да — адміністративно-територіальна одиниця та орган місцевого самоврядування в Ленінському районі Автономної Республіки Крим. Адміністративний центр — село Уварове.

## Загальні відомості
- Населення ради: 1 055 осіб (станом на 2001 рік)

## Населені пункти
Сільській раді підпорядковані населені пункти:
- с. Уварове

## Склад ради
Рада складається з 16 депутатів та голови.
- Голова ради: Свидлов Володимир Вікторович

### Керівний склад попередніх скликань
| Прізвище, ім'я, по батькові  | Основні відомості                                                 | Дата обрання | Дата звільнення |
| ---------------------------- | ----------------------------------------------------------------- | ------------ | --------------- |
| Сіляєв Микола Миколайович    | Сільський голова, 1951 року народження, член Партії регіонів      | 26.03.2006   | 31.10.2010      |
| Свидлов Володимир Вікторович | Сільський голова, 1961 року народження, освіта вища, безпартійний | 31.10.2010   |                 |

Примітка: таблиця складена за даними сайту Верховної Ради України

### Депутати
За результатами місцевих виборів 2010 року депутатами ради стали:

#### За суб'єктами висування
| Суб'єкт висування | Кількість обраних депутатів | %    |
| ----------------- | --------------------------- | ---- |
| Партія регіонів   | 11                          | 68,8 |
| Самовисування     | 5                           | 31,3 |

#### За округами
| № округу        | Прізвище, ім'я, по батькові     | Дата визнання обраним | Освіта  | Партійна приналежність            | Відомості про обраного депутата                           |
| --------------- | ------------------------------- | --------------------- | ------- | --------------------------------- | --------------------------------------------------------- |
| Партія регіонів |                                 |                       |         |                                   |                                                           |
| 1               | Кучеренко Геннадій Анатолійович | 03.11.2010            | середня | член Партії регіонів              | тимчасово не працює                                       |
| 2               | Солдатова Тетяна Володимирівна  | 03.11.2010            | середня | позапартійна                      | Придністровська залізниця, касир                          |
| 3               | Бабій Ганна Вікторівна          | 03.11.2010            | вища    | член Партії регіонів              | Уварівська загальноосвітня школа, педагог-організатор     |
| 4               | Фатєєва Надія Василівна         | 03.11.2010            | середня | член Партії регіонів              | тимчасово не працює                                       |
| 6               | Сіляєва Валентина Володимирівна | 03.11.2010            | середня | член Партії регіонів              | приватний підприємець                                     |
| 8               | Джанаєва Айше Фатаївна          | 03.11.2010            | середня | член Партії регіонів              | Уварівська сільська рада, бухгалтер                       |
| 9               | Байбуганов Сервер Енверович     | 03.11.2010            | середня | член Партії регіонів              | Уварівський сільський будинок культури, художній-керівник |
| 10              | Турманідзе Хасан Харітонович    | 03.11.2010            | вища    | член Партії регіонів              | ПП «Турманідзе Х.Х»                                       |
| 12              | Козлова Ірина Дурдіївна         | 03.11.2010            | середня | член Партії регіонів              | Уварівський фельдшерсько-акушерський пункт, фельдшер      |
| 13              | Рожкевич Марина Павлівна        | 03.11.2010            | середня | член Партії регіонів              | Уварівський дитячий садок, завідувачка                    |
| 14              | Бабій Тетяна Олександрівна      | 03.11.2010            | середня | член Партії регіонів              | Уварівська сільська рада, секретар                        |
| Самовисування   |                                 |                       |         |                                   |                                                           |
| 5               | Карпенко Вадим Васильович       | 15.11.2010            | середня | позапартійний                     | тимчасово не працює                                       |
| 7               | Кудінов Олександр Васильович    | 03.11.2010            | середня | позапартійний                     | тимчасово не працює                                       |
| 11              | Борисов Олександр Миколайович   | 03.11.2010            | середня | позапартійний                     | тимчасово не працює                                       |
| 15              | Зубехіна Надія Миколаївна       | 03.11.2010            | вища    | член Комуністичної партії України | Уварівська сільська рада, бухгалтер                       |
| 16              | Демічев Олександр Сергійович    | 03.11.2010            | середня | позапартійний                     | тимчасово не працює                                       |